# Ramallo (ciudad)

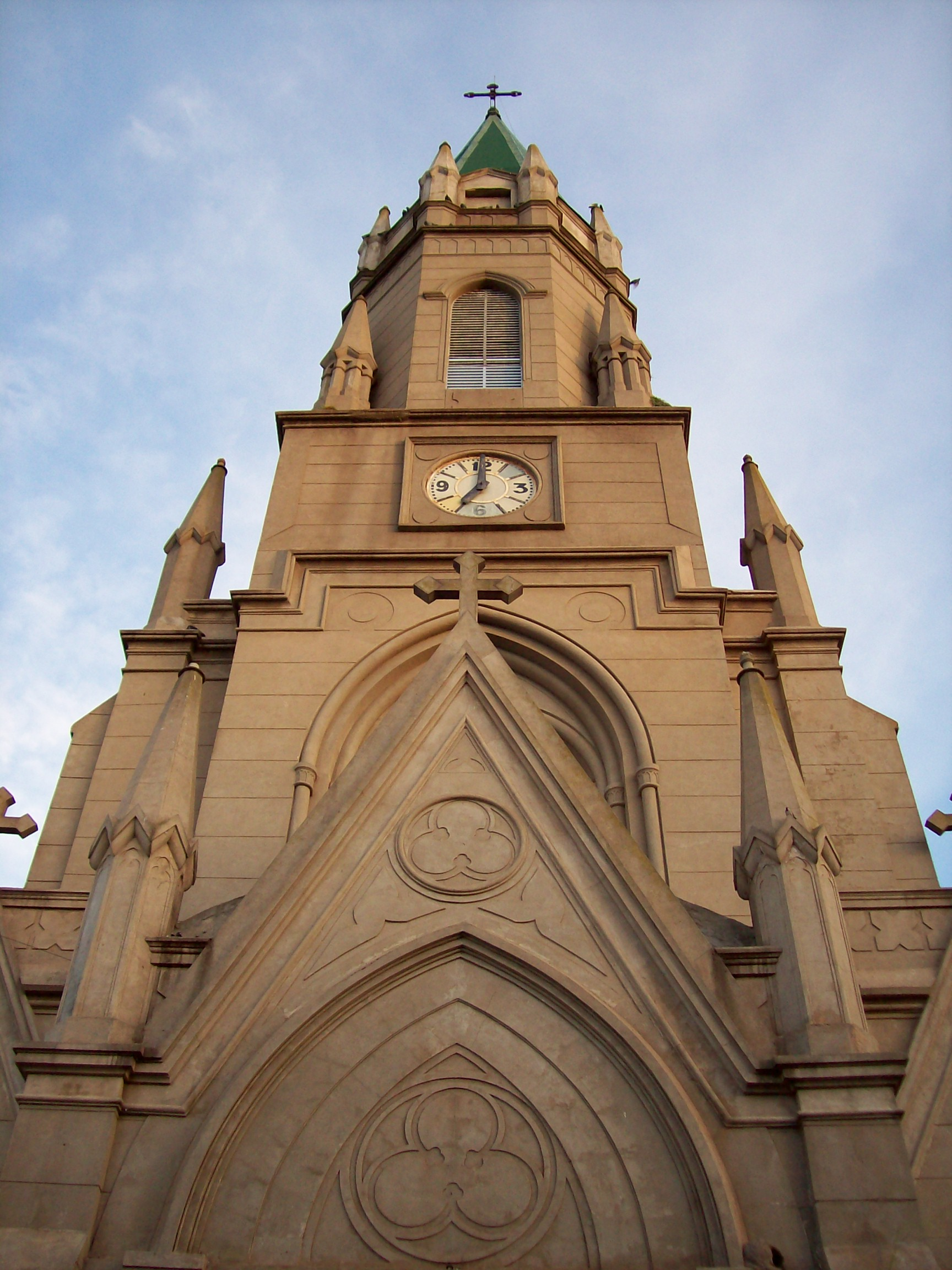
Fachada de la Parroquia San Francisco Javier, frente a la plaza central.

Ramallo es una ciudad argentina, cabecera del partido homónimo, ubicada al norte de la provincia de Buenos Aires.
Es centro de las autoridades municipales (Intendente y Concejo Deliberante).
Se asienta a 37m sobre el nivel del mar, en la margen derecha del río Paraná en su tramo deltaico, en concreto sobre el brazo más meridional del mismo, conocido como Paraná de las Palmas, que baña la costa fluvial bonaerense.

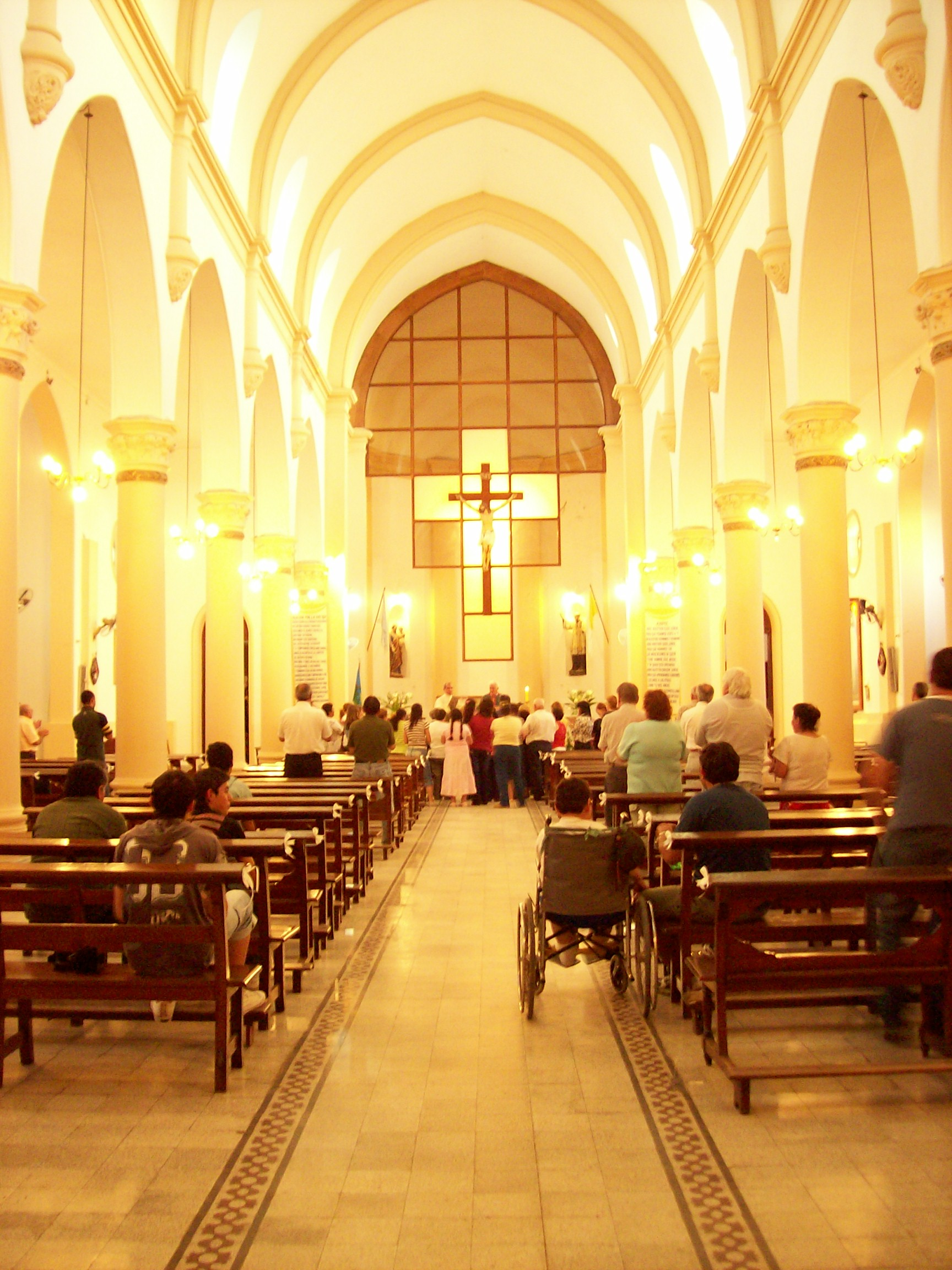
Vista interior de la Parroquia San Francisco Javier.

## Población
La ciudad cuenta con 13,319 habitantes (Indec, 2010), lo que representa un incremento del 16% frente a los 11,428 habitantes (Indec, 2001) del censo anterior.
| Gráfica de evolución demográfica de Ramallo entre 1895 y 2010 |
|                                                               |
| Fuentes: INDEC                                                |

## Historia
El 18 de abril de 1873 es fundada la ciudad de Ramallo, el origen de su nombre se debe al primer habitante que se instaló a la vera del arroyo del mismo nombre: Bartolomé Ramallo, aunque también se dice que pudo haberse tomado del nombre del arroyo Ramallo, ya que antes se acostumbraba a nombrar a las localidades con el accidente geográfico más importante (Este arroyo divide a nuestro partido del de San Nicolás).
La Batalla del Paso del Tonelero, ocurrida el 17 de diciembre de 1851, donde el General Lucio Victorio Mansilla ataca a una flota compuesta por siete buques brasileros que navegaban el río Paraná, en el Paso del Tonelero (Ubicado entre Ramallo y San Nicolás) es considerado el hecho histórico más destacable de la región. La flota se trataba de una división de la Marina de Brasil que iba a reunirse con el ejército que preparaba el General Justo José de Urquiza para poder derrocar a Juan Manuel de Rosas. Finalmente los brasileros lograron pasar, pero con muchas bajas.
El municipio fue creado por Ley N°422, sancionada el 24 de octubre de 1864 y promulgada el 25 de octubre de 1864.

## Vías de acceso
- Ruta Nacional 9
- Ruta Provincial 51

## Localidades del partido
Ubicación de las localidades respecto de la ciudad cabecera:
- El Paraíso: 11 km al sudeste
- Pérez Millán: 42 km al sudoeste
- Villa General Savio: 18 km al noroeste
- Villa Ramallo: 4 km al sudoeste

## Economía
La ciudad se encuentra entre el corredor industrial La Plata-Rosario, y gracias a las diversas empresas asentadas en la rivera del Paraná, posee un importante conjunto de puertos. En su jurisdicción se encuentra la acería Ternium Siderar (Antiguamente conocida como SOMISA), Fiplasto S.A., X-Storage, Bunge Limited, Astillero Puerto Martins y Costa Villa Ramallo S.A.
La producción agrícola, ganadera e industrial son las más predominantes. En la agricultura han prosperado papa y citrus. En las tierras del interior se cultiva soja, trigo, maíz y arvejas. En ganadería: porcino, equino y lanar.

### Puerto
Ubicación: km 326, en la orilla derecha del Paraná, a 168 millas de Buenos Aires vía el canal Emilio Mitre y a 204 millas por la isla Martín García.
Es un puerto cerealero, en el que los principales productos son trigo, maíz y sorgo.
Otras características:
- Muelle privado de Fiplasto, buques con fuel oíl.
- Terminal Puerto Ramallo SA, a la altura del km 325.
  - Muelle de 94 m entre bitas, permite atraque de buques de hasta 220 m de eslora
  - Profundidad: 26 pies
  - Recibe graneles sólidos existen dos tolvas para descarga de camiones a 400 ton/h
  - 16 silos y 6 entresilos, almacenan 11.640 t
  - 2 balanzas para camiones, 1 para embarque
  - 2 tubos de descarga y dos cintas de 300 ton/h c/u, longitud de 248 m.
- Acceso carretero: autopista Buenos Aires - Rosario, y Ruta provincial 51
- No hay desvío férreo
- Planta con secadora a 30 t/h
- La Cooperativa Agrícola de Villa Ramallo Ltda. le alquiló hasta 2010, las instalaciones a Puerto Ramallo SA, precisamente por intermedio de una cinta aérea el elevador está conectado con las instalaciones de campaña de la Cooperativa.

## Turismo
Ramallo cuenta con una importante infraestructura orientada al mini-turismo y a la práctica de deportes náuticos: veleros, lanchas, kayaks, piraguas, motos de agua, pesca, windsurf, kitesurf y el esquí acuático?
El balneario Municipal es una extensa playa de arena sobre el río Paraná con servicios, parrillas, bares, estacionamiento. Cerca se encuentra la playa del club Argentino-Árabe.
Las ofertas de alojamiento incluyen un complejo de cámpines a orillas del río con todos los servicios indispensables y un hotel con excelente ubicación, baño privado, playa de estacionamiento y restaurante.
Frente a la localidad, en la margen izquierda del brazo sur del Paraná, se extienden las islas de las Lechiguanas, pertenecientes ya a la provincia de Entre Ríos.

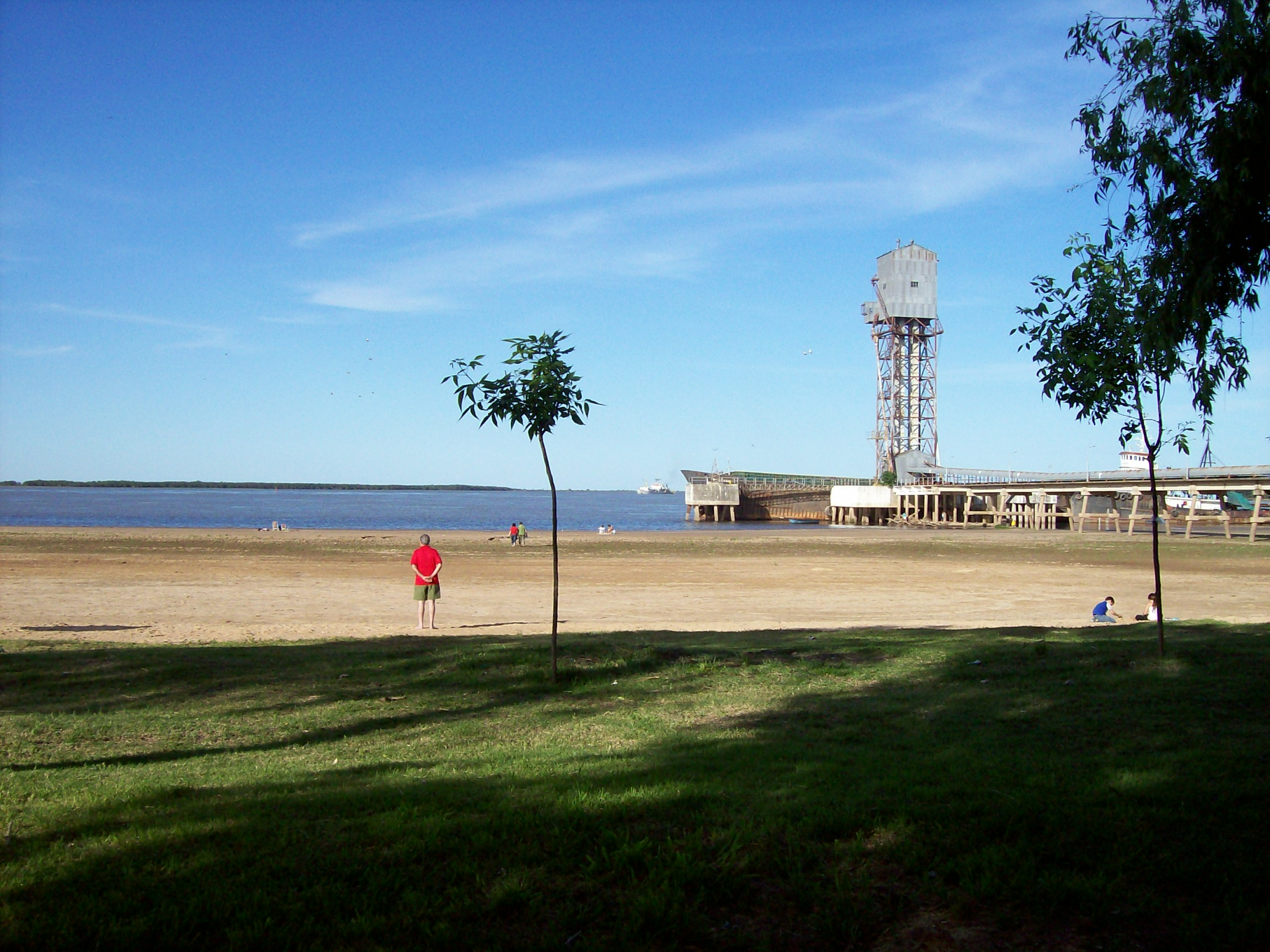
Playas de Ramallo, frente al río Paraná.

### Principales sitios de interés turístico
- Balneario Municipal
- Balneario Costa Pobre
- Cascadas manantiales (Antiguo arroyo Independiente)
- Islas Lechiguanas (En Entre Ríos)
- Puerto Ramallo
- Arroyo Las Hermanas
- Castillo de Rafael Obligado
- Estancia el Oratorio
- Club de Vela Barlovento
- Paseo costero a orillas del Paraná
- Cabañas de lujo

## Parroquias de la Iglesia católica en Ramallo
| Diócesis  | San Nicolás de los Arroyos |
| --------- | -------------------------- |
| Parroquia | San Francisco Javier       |